# Jon Macken
Jonathan Paul Macken (Manchester, 7 settembre 1977) è un ex calciatore inglese naturalizzato irlandese, di ruolo attaccante.

## Palmarès

### Club

#### Competizioni nazionali
- Campionato inglese: 1

Manchester United: 1996-1997
- Community Shield: 1

Manchester United: 1996

### Individuale
- Squadra dell'anno della PFA: 1

1999-2000 (Division Two)